# أليكس ريفيرا
أليكس ريفيرا (بالإنجليزية: Alex Rivera)‏ هو صانع أفلام ومخرج أمريكي، ولد في 1973 في نيويورك في الولايات المتحدة.

## وصلات خارجية
- الموقع الرسمي
- أليكس ريفيرا على موقع IMDb (الإنجليزية)
- أليكس ريفيرا على موقع ألو سيني (الفرنسية)
- أليكس ريفيرا على موقع أول موفي (الإنجليزية)
- أليكس ريفيرا على موقع قاعدة بيانات الأفلام السويدية (السويدية)
- أليكس ريفيرا على موقع قاعدة بيانات الفيلم (الإنجليزية)
- أليكس ريفيرا على موقع كينوبويسك (الروسية)